# Tu sei bella
Tu sei bella è un singolo del cantautore italiano Biagio Antonacci, pubblicato il 5 settembre 2014 come terzo estratto dal tredicesimo album in studio L'amore comporta.

## Video musicale
Il videoclip del brano è stato pubblicato il 10 ottobre 2014 sul canale Vevo-YouTube del cantante. Nel video viene mostrato Biagio Antonacci e altre persone suonare e divertirsi in piazza.